# Strafschärfung bei Rückfall
Die Strafschärfung bei Rückfall ist eine von österreichischen und liechtensteinischen Gerichten in einem Strafprozess verhängte Haftverlängerung für Wiederholungstäter. Sie ist im § 39 beider Strafgesetzbücher (StGB) definiert und wird wie jede normale Strafhaft in den österreichischen Justizanstalten verbüßt. Das gilt im Normalfall auch für in Liechtenstein ausgesprochene Strafschärfungen, da liechtensteinische Strafgefangene ihre Strafhaft aufgrund eines bilateralen Staatsvertrags in aller Regel abgesehen vom Entlassungsvollzug ebenfalls in Österreich verbüßen.
Auch das österreichische Finanzstrafgesetz (FinStrG) kennt mit § 47 die Strafschärfung bei Rückfall für Finanzstrafvergehen. Weder das deutsche noch das schweizerische Strafgesetzbuch kennt die Strafschärfung bei Rückfall.

## Definition
Im ersten Absatz des Paragraphen 39 des Strafgesetzbuchs wird die Strafschärfung bei Rückfall als optionales Mittel der Strafverlängerung beschrieben. Gleichzeitig wird definiert, dass sie nur gegen Täter angewendet werden kann, die bereits zweimal wegen einer ähnlichen Straftat verurteilt wurden. Außerdem beschreibt sie die Anwendung der Strafschärfung und die Maximaldauer der Freiheitsstrafe. Diese beträgt in Österreich generell maximal 20 Jahre, darüber hinaus können nur zu lebenslanger Freiheitsstrafe verurteilte Personen und Untergebrachte des Maßnahmenvollzugs inhaftiert werden.

„Ist der Täter schon zweimal wegen Taten, die auf der gleichen schädlichen Neigung beruhen, zu einer Freiheitsstrafe verurteilt worden und hat er diese Strafen wenigstens zum Teil, wenn auch nur durch Anrechnung einer Vorhaft oder der mit dem Vollzug einer vorbeugenden Maßnahme verbundenen Freiheitsentziehung, verbüßt, so kann, wenn er nach Vollendung des neunzehnten Lebensjahres neuerlich aus der gleichen schädlichen Neigung eine strafbare Handlung begeht, das Höchstmaß der angedrohten Freiheitsstrafe oder Geldstrafe um die Hälfte überschritten werden. Doch darf die zeitliche Freiheitsstrafe die Dauer von zwanzig Jahren nicht überschreiten.“

Der zweite Absatz beschreibt die Verjährungsfrist für Straftaten, die für die Begründung der Strafschärfung herangezogen werden können.

„Eine frühere Strafe bleibt außer Betracht, wenn seit ihrer Verbüßung bis zur folgenden Tat mehr als fünf Jahre vergangen sind.
In diese Frist werden Zeiten, in denen der Verurteilte auf behördliche Anordnung angehalten worden ist, nicht eingerechnet. Ist die Strafe nur durch Anrechnung einer Vorhaft verbüßt worden, so beginnt die Frist erst mit Rechtskraft des Urteils.“

### Gleiche schädliche Neigung
Als gleiche schädliche Neigung beschreibt der Paragraph 71 ÖStGB im Sinne einer Legaldefinition „mit Strafe bedrohte Handlungen, wenn sie gegen dasselbe Rechtsgut gerichtet oder auf gleichartige verwerfliche Beweggründe oder auf den gleichen Charaktermangel zurückzuführen sind.“